# Leucanopsis cedon
Leucanopsis cedon är en fjärilsart som beskrevs av Druce 1897. Leucanopsis cedon ingår i släktet Leucanopsis och familjen björnspinnare. Inga underarter finns listade i Catalogue of Life.